# Harald Schulze (Archäologe)

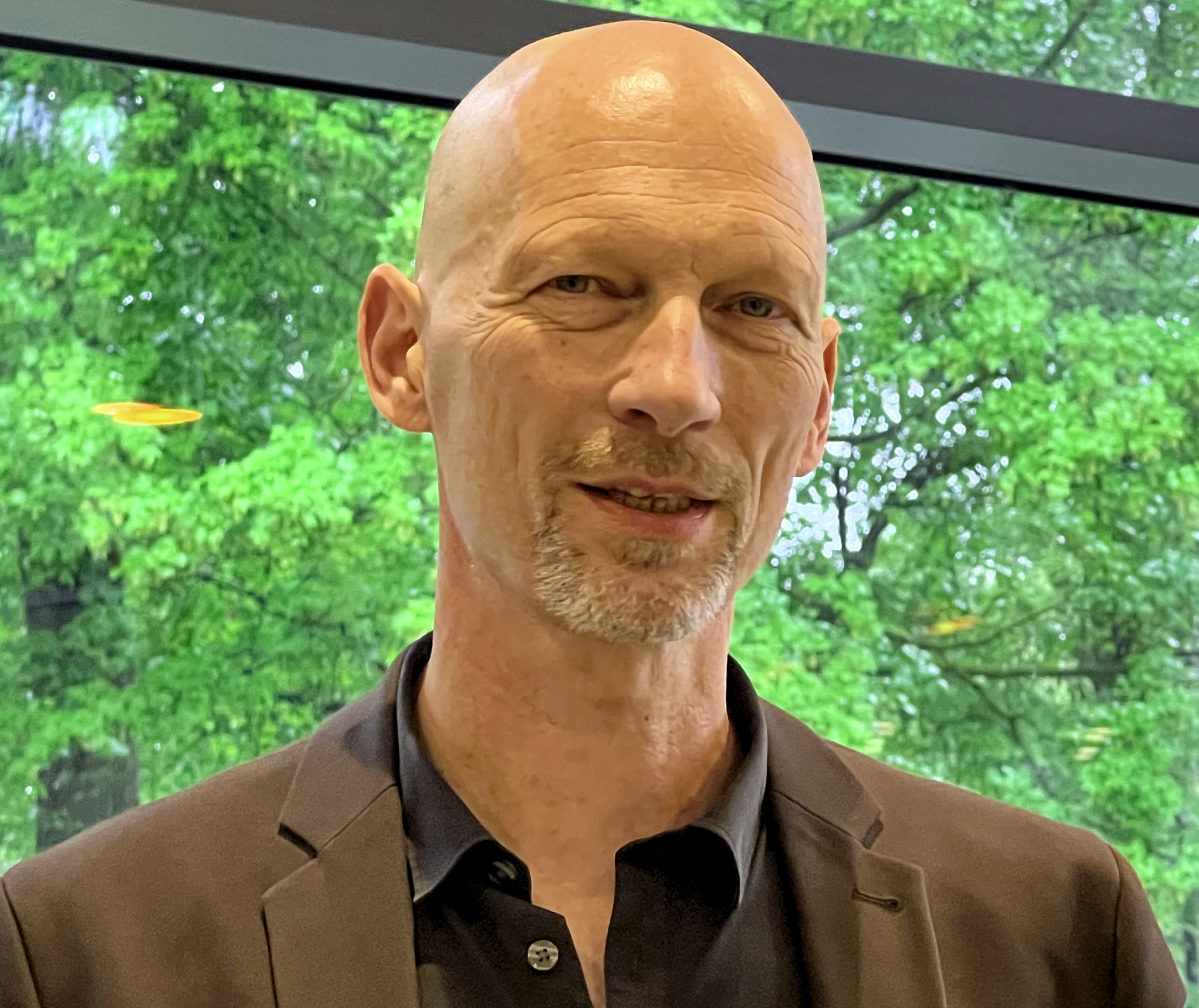
Harald Schulze, 2024

Harald Schulze (auch Harald Schulze-Eisentraut, * 1963 in Marburg) ist ein deutscher Klassischer Archäologe.

## Leben
Nach dem Abitur am Gymnasium Philippinum in Marburg 1983 studierte er ab 1984 Klassische Archäologie, Alte Geschichte und Kunstgeschichte an der Universität Marburg sowie an der Universität München, wo er u. a. bei Marianne Bergmann, Paul Zanker und Hans Belting studierte und 1991 magistrierte. 1994 promovierte er bei Hans Peter Laubscher mit der Arbeit  Ammen und Pädagogen. Sklavinnen und Sklaven als Erzieher in der antiken Kunst und Gesellschaft. Diese Studie wurde 1994 mit dem Reisestipendium des Deutschen Archäologischen Instituts ausgezeichnet.
Von 1996 bis 2001 war er Wissenschaftlicher Mitarbeiter an der Universität Frankfurt, von 2001 bis 2003 an den Staatlichen Antikensammlungen und Glyptothek in München. Mit seinem Artikel „Das soll Alexander der Große sein“ (Frankfurter Allgemeine Zeitung 28. Dezember 2005) provozierte er eine Diskussion über die Identifizierung der ägyptischen Rosengranitstatue im Frankfurter Liebieghaus, die im Zentrum der Ausstellung „Ägypten – Griechenland – Rom“ (Städel Frankfurt 26. November 2005 bis 26. Februar 2006) stand. Seit 2009 ist er Leiter der Abteilung Vorgeschichte des Mittelmeerraumes und des Vorderen Orients an der Archäologischen Staatssammlung in München.
Schulze ist Fachgutachter und Sachverständiger für archäologische Kulturgüter, u. a. in der juristischen Auseinandersetzung um den römischen Pferdekopf von Waldgirmes und im Fall der Sammlung Cornelius Gurlitt („Schwabinger Kunstfund“). Als Kurator war Schulze an Ausstellungsprojekten wie „Menschen und Dinge – 125 Jahre Archäologische Staatssammlung“ (Archäologische Staatssammlung München 2011),  „Alexander der Große“ (Archäologische Landesausstellung Rosenheim 2013) und „Kykladen. Frühe Kunst in der Ägäis“ (Archäologische Staatssammlung München 2015) und „Archäologie auf der Roseninsel seit König Max II.“ (Archäologische Staatssammlung & Residenz München 2018/19) beteiligt. Am Zweigmuseum Burg Grünwald der Archäologischen Staatssammlung ist er zuständig u. a. für die Geschichte der Burg. Er betreut die historische Aufarbeitung des von Albert Speer für den Bildhauer Josef Thorak errichteten Staatsateliers in Baldham bei München (heute Schwerlastdepot der Archäologischen Staatssammlung).
Schulze veröffentlicht neben fachwissenschaftlichen auch wissenschaftsjournalistische Beiträge zu archäologischen und kulturhistorischen Themen in Zeitschriften und Zeitungen. Er moderierte weiterhin den Dokumentarfilm „Bayerns dunkles Zeitalter“ (Regie: Elli Kriesch 2012).

## Schriften (Auswahl)
- Ammen und Pädagogen. Sklavinnen und Sklaven als Erzieher in der antiken Kunst und Gesellschaft. Philipp von Zabern, Mainz 1998, ISBN 3-8053-2509-6 (Zugleich: München, Universität, Dissertation, 1994).
- als Herausgeber mit Torsten Steiger und Alexander Ulfig: Qualifikation statt Quote. Beiträge zur Gleichstellungspolitik. Books on Demand, Norderstedt 2012, ISBN 978-3-8448-1743-0.
- als Herausgeber  mit Rupert Gebhard und Ellen Rehm: Alexander der Große. Herrscher der Welt (= Ausstellungskataloge der Archäologischen Staatssammlung. 39). Philipp von Zabern u. a., Darmstadt u. a. 2013, ISBN 978-3-8053-4602-3.
- mit Torsten Steiger, Alexander Ulfig: Die Quotenfalle. Warum Genderpolitik in die Irre führt. FinanzBuch Verlag, München 2017, ISBN 978-3-95972-015-1 (eingeschränkte Vorschau in der Google-Buchsuche).
- als Herausgeber mit Alexander Ulfig: Gender Studies – Wissenschaft oder Ideologie? Deutscher Wissenschafts-Verlag, Baden-Baden 2019, ISBN 978-3-86888-142-4